# Michael Matthews
Michael James Matthews (* 26. září 1990) je australský profesionální silniční a dráhový cyklista jezdící za UCI WorldTeam Team Jayco–AlUla.

## Kariéra

### Začátky
Matthews byl držitelem stipendia na Australském institutu sportu a v roce 2010 se stal mistrem světa v silničním závodu do 23 let.
V září 2010 bylo oznámeno, že Matthews podepsal dvouletý kontrakt s UCI ProTour týmem Rabobank od sezóny 2011.

### Orica–GreenEDGE (2013–2016)
V srpnu 2012 bylo oznámeno, že Matthews podepsal víceletý kontrakt s UCI WorldTeamem Orica–GreenEDGE od sezóny 2013.
V květnu 2014 byl Matthews jmenován na startovní listině Gira d'Italia 2014. Se svým týmem Orica–GreenEDGE vyhrál úvodní týmovou časovku v Belfastu. Ve 2. etapě Matthews proťal cílovou pásku, také v Belfastu, na osmém místě, díky čemuž se posunul do čela celkového pořadí a po svém týmovém kolegovi Sveinu Tuftovi tak přebral růžový dres. Matthews pak vyhrál 6. etapu s cílem na Monte Cassino. Z Gira odstoupil po 10. etapě kvůli zdravotním potížím, které si způsobil pádem v 9. etapě.
V roce 2015 Matthews vyhrál bodovací soutěž a etapu na etapovém závodu Paříž–Nice. Na monumentu Milán – San Remo získal třetí místo. Další vítězství si pak připsal v úvodní etapě závodu Kolem Baskicka, kde vyhrál cílový sprint ze skupiny zhruba 50 jezdců po náročném dni ve zvlněném terénu. Na klasice Brabantský šíp získal druhé místo poté, co vyhrál sprint o druhé místo a jen těsně nedojel přeživšího z úniku Bena Hermanse. Na klasice Amstel Gold Race Matthews zaznamenal další pódiové umístění se svým třetím místem, které získal ze sprintu vedoucí skupiny bojující o vítězství. Na etapovém závodu Tour de Suisse vyhrál čtvrtou etapu, když v závěrečném sprintu následoval Petera Sagana a v posledních metrech ho předjel.
Na Tour de France 2016 vyhrál Matthews desátou etapu ze sprintu sedmičlenného úniku, čímž získal svou první etapu na Tour de France v kariéře a tím zkompletoval svou sbírku etapových vítězství na Grand Tours.

### Team Sunweb (2017–2020)
V srpnu 2016 bylo oznámeno, že Matthews podepsal tříletý kontrakt s UCI WorldTeamem Team Giant–Alpecin, později přejmenovaném na Team Sunweb, od sezóny 2017.
Matthews byl očekáván jako jeden z kandidátů na vítězství v bodovací soutěži na Tour de France 2017 a jeho šance se zvýšily po nehodě ve čtvrté etapě, v níž se zranil a následně ze závodu odstoupil Mark Cavendish a ze závodu byl diskvalifikován Peter Sagan, vítěz bodovací soutěže v předchozích 5 ročnících. Matthews zvítězil ve čtrnácté etapě, která byla završena sprintem do kopce v cílovém městě Rodez. V šestnácté etapě byl díky tempu Teamu Sunweb odpárán držitel zeleného dresu Marcel Kittel a Matthews, jenž byl na druhém místě za Kittelem v bodovací soutěži, vyhrál svou druhou etapu na této Tour. V sedmnácté etapě měl Kittel nehodu a ze závodu odstoupil, čímž se Matthews dostal do zeleného dresu. Ten si udržel až do cíle v Paříži.
V roce 2018 Matthews vyhrál jednodenní závod Grand Prix Cycliste de Québec před Gregem Van Avermaetem a Jasperem Stuyvenem. O 2 dny později pak triumfoval na Grand Prix Cycliste de Montréal, kde v cíli přesprintoval Sonnyho Colbrelliho a Van Avermaeta. Stal se tak historicky druhým závodníkem, jemuž se povedlo vyhrát obě Laurentiánské klasiky v jeden rok, po krajanu Simonu Gerransovi, jenž tohoto doublu dosáhl v roce 2014. V roce 2019 vyhrál 2 etapy na závodu Volta a Catalunya a v září zopakoval své vítězství na Grand Prix Cycliste de Québec.
V roce 2020 získal Matthews třetí místo na monumentu Milán – San Remo, odloženém kvůli pandemii covidu-19 na srpen. Později téhož měsíce vyhrál jednodenní závod Bretagne Classic Ouest–France ze sprintu malé čelní skupiny. V říjnu 2020 byl Matthews jmenován na startovní listině odloženého Gira d'Italia 2020, ale ze závodu byl nucen odstoupit poté, co byl před desátou etapou pozitivně otestován na onemocnění covid-19.

### Team BikeExchange (2021–)
V srpnu 2020 bylo oznámeno, že Matthews podepsal dvouletý kontrakt s UCI WorldTeamem Mitchelton–Scott, později přejmenovaném na Team BikeExchange, od sezóny 2021 poté, co byl o rok dříve propuštěn z Teamu Sunweb, s nímž měl původně podepsán kontrakt i pro sezónu 2021.
V roce 2021 získal Matthews několik kvalitních výsledků, jako například čtvrté místo na Amstel Gold Race, páté místo na Gent–Wevelgem a šesté místo na Milán – San Remo, ale nezískal žádné vítězství. Také se zúčastnil Tour de France, kde i přesto, že nevyhrál ani jednu etapu, získal druhé místo v bodovací soutěži. Na vítězného Marka Cavendishe ztratil 46 bodů.
V roce 2022 získal Matthews své první vítězství po více než roce a půl, když vyhrál úvodní etapu závodu Volta a Catalunya s cílem v Sant Feliu de Guíxols. Jeho vítězství však bylo zastíněno incidentem, jenž se stal v cílovém prostoru, při němž zkolaboval v etapě druhý Sonny Colbrelli kvůli srdečnímu záchvatu. V červnu Matthews vyhrál bodovací soutěž na covidem-19 ovlivněné Tour de Suisse i přesto, že nevyhrál ani jednu etapu. Na Tour de France získal Matthews 2 druhá místa ve 2 etapách, když ho v šesté etapě na cílovém stoupání v Longwy přesprintoval Tadej Pogačar a v osmé etapě ho na podobném dojezdu v Lausanne porazil Wout van Aert. Ve čtrnácté etapě se Matthews dostal do 23-členného úniku, z něhož 50 km před cílem zaútočil a skupinu zredukoval na pouhé 4 závodníky. Na závěrečném stoupání dne Côte de la Croix Neuve se Matthewse držel už jen Alberto Bettiol, jenž na něj zaútočil. Matthews se ho ze začátku nebyl schopen držel, ale poté se vzchopil, Bettiola dojel a následně na něj zaútočil těsně pod vrcholem. V následném krátkém sjezdu si svůj náskok udržel a v cílové rovině umístěné na letišti v Mende tak mohl slavit své první etapové vítězství na Tour de France od roku 2017.

## Osobní život
V srpnu 2015 si Matthews vzal za ženu svou slovenskou přítelkyni Katarínu Hajzerovou.

## Hlavní výsledky
2008
vítěz John Woodman Memorial
Internazionale Bresciana
vítěz bodovací soutěže
vítěz prologu a etapy 3b (ITT)
Kolem řeky Murray
vítěz 7. etapy
GP Général Patton
2. místo celkově
vítěz 2. etapy
Mistrovství světa
8. místo silniční závod juniorů
2009
Mistrovství Oceánie (listopad)
 vítěz silničního závodu
 vítěz silničního závodu do 23 let
 vítěz časovky do 23 let
Mistrovství Oceánie (únor)
 2. místo časovka
Národní šampionát
2. místo silniční závod do 23 let
3. místo časovka do 23 let
2. místo Gran Premio della Liberazione
Tour of Japan
9. místo celkově
2010
Mistrovství světa
 vítěz silničního závodu do 23 let
Tour de Langkawi
vítěz etap 1 a 3
Thüringen Rundfahrt der U23
vítěz 1. etapy (TTT)
2. místo Trofeo Banca Popolare di Vicenza
2. místo Ronde van Vlaanderen Beloften
2. místo Gran Premio della Liberazione
Národní šampionát
3. místo silniční závod do 23 let
3. místo časovka do 23 let
Tour of Japan
4. místo celkově
vítěz 1. etapy (ITT)
Tour of Wellington
5. místo celkově
vítěz 4. etapy
Ringerike GP
7. místo celkově
vítěz etap 2 a 3
Tour de l'Avenir
8. místo celkově
2011
vítěz Rund um Köln
Jayco Bay Cycling Classic
vítěz 2. etapy
Vuelta a Murcia
vítěz 1. etapy
Národní šampionát
3. místo časovka
3. místo Eschborn–Frankfurt City Loop
Tour Down Under
4. místo celkově
vítěz 3. etapy
Delta Tour Zeeland
5. místo celkově
6. místo Grote Prijs Jef Scherens
2012
vítěz Clásica de Almería
Tour of Utah
 vítěz bodovací soutěže
vítěz 3. etapy
Tour Down Under
9. místo celkově
10. místo Brabantský šíp
2013
Vuelta a España
vítěz etap 5 a 21
lídr  po etapách 6 a 7
Tour of Utah
 vítěz bodovací soutěže
vítěz etap 2 a 4
Národní šampionát
2. místo silniční závod
3. místo časovka
2. místo Vuelta a La Rioja
2014
vítěz Vuelta a La Rioja
Giro d'Italia
vítěz etap 1 (TTT) a 6
lídr  po etapách 2 – 7
lídr  po etapách 2 – 7
lídr  po etapách 6 – 7
Vuelta a España
vítěz 3. etapy
lídr  po etapách 3 – 5
lídr  po 4. etapě
Kolem Slovinska
 vítěz bodovací soutěže
vítěz 1. etapy (ITT)
Kolem Baskicka
vítěz 3. etapy
2. místo Brabantský šíp
6. místo Trofeo Ses Salines
7. místo Trofeo Palma
2015
Giro d'Italia
vítěz etap 1 (TTT) a 3
lídr  po etapách 2 a 3
lídr  po etapách 1 – 3
Paříž–Nice
 vítěz bodovací soutěže
vítěz 3. etapy
Tour of Alberta
 vítěz bodovací soutěže
vítěz 2. etapy
Kolem Baskicka
vítěz 1. etapy
Tour de Suisse
vítěz 4. etapy
Mistrovství světa
 2. místo silniční závod
2. místo Grand Prix Cycliste de Québec
2. místo Brabantský šíp
3. místo Milán – San Remo
3. místo Amstel Gold Race
Tour de France
 cena bojovnosti po 5. etapě
2016
vítěz Vuelta a La Rioja
Tour de France
vítěz 10. etapy
Paříž–Nice
 vítěz bodovací soutěže
vítěz prologu a 2. etapy
Mistrovství světa
 3. místo týmová časovka
4. místo silniční závod
3. místo RideLondon–Surrey Classic
4. místo Bretagne Classic
4. místo Grand Prix Cycliste de Montréal
5. místo Brabantský šíp
5. místo Amstel Gold Race
5. místo Grand Prix Cycliste de Québec
2017
Mistrovství světa
 vítěz týmové časovky
 3. místo silniční závod
Tour de France
 vítěz bodovací soutěže
vítěz etap 14 a 16
Kolem Baskicka
vítěz 1. etapy
Tour de Suisse
vítěz 3. etapy
3. místo Grand Prix Cycliste de Québec
3. místo RideLondon–Surrey Classic
4. místo Lutych–Bastogne–Lutych
5. místo Bretagne Classic
8. místo Gent–Wevelgem
8. místo Grand Prix Cycliste de Montréal
9. místo UCI World Tour
10. místo Amstel Gold Race
2018
vítěz Grand Prix Cycliste de Québec
vítěz Grand Prix Cycliste de Montréal
Tour de Romandie
vítěz prologu
Mistrovství světa
 2. místo týmová časovka
BinckBank Tour
2. místo celkově
vítěz 7. etapy
2. místo Eschborn–Frankfurt
4. místo Bretagne Classic
5. místo Valonský šíp
7. místo UCI World Tour
7. místo Milán – San Remo
2019
vítěz Grand Prix Cycliste de Québec
Volta a Catalunya
 vítěz bodovací soutěže
vítěz etap 2 a 6
4. místo Brabantský šíp
6. místo Kolem Flander
8. místo Valonský šíp
2020
vítěz Bretagne Classic
3. místo Milán – San Remo
Mistrovství světa
7. místo silniční závod
2021
4. místo Amstel Gold Race
5. místo Gent–Wevelgem
6. místo Milán – San Remo
6. místo Grosser Preis des Kantons Aargau
9. místo Eschborn–Frankfurt
2022
Tour de France
vítěz 14. etapy
 cena bojovnosti po 14. etapě
Volta a Catalunya
vítěz 1. etapy
Tour de Suisse
 vítěz bodovací soutěže
2. místo Grand Prix Cycliste de Québec
Mistrovství světa
 3. místo silniční závod
 3. místo smíšená týmová štafeta
4. místo Milán – San Remo
4. místo Trofeo Pollença – Port d'Andratx
6. místo Trofeo Alcúdia – Port d'Alcúdia
6. místo Trofeo Playa de Palma
7. místo Amstel Gold Race
7. místo Brabantský šíp
2023
Giro d'Italia
vítěz 3. etapy
Tour Down Under
 vítěz sprinterské soutěže
Národní šampionát
3. místo silniční závod
3. místo Grand Prix Cycliste de Québec
4. místo Cadel Evans Great Ocean Road Race
4. místo Trofeo Matteotti
2024
vítěz Gran Premio Castellón

### Výsledky na Grand Tours
| Grand Tour      | 2013 | 2014 | 2015 | 2016 | 2017 | 2018 | 2019 | 2020 | 2021 | 2022 | 2023 | 2024 |
| --------------- | ---- | ---- | ---- | ---- | ---- | ---- | ---- | ---- | ---- | ---- | ---- | ---- |
| Giro d'Italia   | —    | DNF  | DNF  | —    | —    | —    | —    | DNF  | —    | —    | 63   | —    |
| Tour de France  | —    | —    | 152  | 110  | 69   | DNF  | 67   | —    | 79   | 77   | —    | 89   |
| Vuelta a España | 110  | 75   | —    | —    | —    | —    | —    | —    | 70   | —    | —    |      |

### Výsledky na klasikách
| Monument                        | 2011 | 2012 | 2013 | 2014 | 2015 | 2016 | 2017 | 2018 | 2019 | 2020      | 2021      | 2022 | 2023 |
| ------------------------------- | ---- | ---- | ---- | ---- | ---- | ---- | ---- | ---- | ---- | --------- | --------- | ---- | ---- |
| Milán – San Remo                | 107  | —    | —    | 78   | 3    | 59   | 12   | 7    | 12   | 3         | 6         | 4    | —    |
| Kolem Flander                   | —    | —    | —    | —    | —    | —    | —    | —    | 6    | —         | 21        | 11   | DNF  |
| Paříž–Roubaix                   | —    | —    | —    | —    | —    | —    | —    | —    | —    | NS        | —         | —    | —    |
| Lutych–Bastogne–Lutych          | —    | —    | 128  | —    | —    | —    | 4    | 63   | 35   | —         | 19        | DNF  | —    |
| Giro di Lombardia               | —    | —    | DNF  | —    | —    | —    | DNF  | DNF  | —    | —         | —         | —    | —    |
| Klasika                         | 2011 | 2012 | 2013 | 2014 | 2015 | 2016 | 2017 | 2018 | 2019 | 2020      | 2021      | 2022 | 2023 |
| Omloop Het Nieuwsblad           | —    | —    | DNF  | —    | —    | —    | —    | DNF  | 12   | —         | —         | —    | —    |
| Strade Bianche                  | —    | —    | —    | —    | —    | —    | —    | —    | —    | —         | —         | DNF  | —    |
| E3 Harelbeke                    | —    | —    | —    | —    | —    | —    | —    | 13   | —    | NS        | DNF       | —    | —    |
| Gent–Wevelgem                   | 69   | —    | —    | —    | —    | —    | 8    | 13   | —    | —         | 5         | —    | —    |
| Amstel Gold Race                | —    | —    | DNF  | 12   | 3    | 5    | 10   | 24   | 16   | NS        | 4         | 7    | —    |
| Valonský šíp                    | —    | —    | 112  | —    | DNF  | 21   | 67   | 5    | 8    | —         | 21        | DNS  | —    |
| Clásica de San Sebastián        | —    | —    | DNF  | —    | —    | —    | —    | 55   | —    | NS        | —         | DNF  | DNF  |
| Bretagne Classic                | 134  | 48   | —    | —    | —    | 4    | 5    | 4    | 14   | 1         | —         | 27   | 12   |
| Grand Prix Cycliste de Québec   | —    | DNF  | —    | —    | 2    | 5    | 3    | 1    | 1    | Nejelo se | Nejelo se | 2    | 3    |
| Grand Prix Cycliste de Montréal | —    | 71   | —    | —    | 19   | 4    | 8    | 1    | 19   | Nejelo se | Nejelo se | 13   | 26   |

| —   | Nezúčastnil se |
| DNF | Nedokončil     |